# Immanuelkirche (Teheran)
Die Evangelisch-Presbyterianische Immanuelkirche oder Emmanuelkirche (persisch کلیسای انجیلی آشوریان تهران) ist eine Kirche in der iranischen Hauptstadt Teheran, die in den 1960er Jahren gebaut wurde. Sie gehört zur Evangelischen Presbyterianischen Kirche des Iran und dient armenischen Christen als Armenische Evangelische Immanuelkirche (armenisch Էմանուել եկեղեցին) der Armenischen Evangelischen Kirche.

## Standort
Die Teheraner Evangelische Presbyterianische Immanuelkirche steht am südlichen Ende der von der Brasilien-Straße (خیابان برزیل) nach Süden abgehenden Schahid-Lahidschani-Straße an deren östlicher Seite sowie an der Südseite der „1. Sackgasse“ und nördlich der Hemmat-Schnellstraße, etwa 600 m südlich des Vanak-Platzes.

## Geschichte
Die Teheraner Evangelische Immanuelkirche wurde in den 1960er Jahren nach Plänen des iranisch-armenischen Architekten Zaven Simonian fertiggestellt. Neben armenisch-evangelischen und assyrischen evangelischen Christen besuchten auch Christen mit muslimischem Hintergrund die Gottesdienste. Nach der Islamischen Revolution 1979 ging die neue Regierung scharf gegen die Konversion vom Islam zu anderen Religionen vor und untersagte die Teilnahme von Personen mit muslimischem Hintergrund an den Gottesdiensten sowie Gottesdienste in persischer Sprache. 2006 gehörte die presbyterianische Immanuelkirche zu den letzten drei evangelischen Kirchen in Teheran mit persischsprachigen Gottesdiensten neben der presbyterianischen Hauptkirche St. Peter und der Hauptkirche der pfingstkirchlichen Dschama'at-e Rabbani an der Taleqani-Allee, die 2013 polizeilich geschlossen wurde. Diese drei hatten im Jahre 2006 weniger als 1000 registrierte Mitglieder. Am 2. Januar 2014 verordneten die Behörden das Ende der Gottesdienste in persischer Sprache auch in der Immanuelkirche und der Peterskirche. Nach wie vor gibt es in der Immanuelkirche Gottesdienste in armenischer Sprache. Pastor ist Vazrik Safarian, der bereits seit den 1990er Jahren der Teheraner evangelischen Kirche dient und zusätzlich an der armenisch-evangelischen Johanneskirche als Assistenzpastor tätig ist.

## Architektur
Die Mauern der im Stil der Moderne errichteten Evangelischen Teheraner Immanuelkirche sind mit roten Mauerziegeln verblendet. Die Kirche steht auf rechteckigem Grundriss in West-Ost-Richtung mit einem Flachdach und dem Eingang im Westen.

## Verwechslungsmöglichkeiten
Die Teheraner Evangelische Presbyterianische Immanuelkirche wird manchmal mit der pfingstkirchlichen Kirche der Dschama'at-e Rabbani verwechselt.